# Jayaraksa (Cimaragas)
Jayaraksa is een bestuurslaag in het regentschap Ciamis van de provincie West-Java, Indonesië. Jayaraksa telt 2374 inwoners (volkstelling 2010).